# Välta
Koordinaten: 58° 29′ N, 23° 7′ O
Välta (deutsch Wälta) ist ein Dorf (estnisch küla) auf der größten estnischen Insel Saaremaa. Es gehört zur Landgemeinde Saaremaa (bis 2017: Landgemeinde Pöide) im Kreis Saare.
Das Dorf hat 41 Einwohner (Stand 31. Dezember 2011).